# Sean Murphy
Sean Murphy (* 28. April 1996) ist ein australischer Ruderer.

## Karriere
2014 belegte er im Vierer ohne Steuermann den 13. Platz bei den Junioren-Weltmeisterschaften. Bei den U23-Weltmeisterschaften 2018 gewann er die Bronzemedaille im Leichtgewichts- Einer. 2019 gewann er im Leichtgewichts-Einer beim Weltcup in Posen und in Rotterdam. Später in der Saison gewann er die Bronzemedaille bei den Weltmeisterschaften.

## Internationale Erfolge
- 2014: 13. Platz Junioren-Weltmeisterschaften im Vierer ohne Steuermann
- 2018: Bronzemedaille U23-Weltmeisterschaften im Leichtgewichts-Einer
- 2019: Bronzemedaille Weltmeisterschaften im Leichtgewichts-Einer